# 野々市市内の通り
野々市市内の通り（ののいちしないのとおり）は、石川県野々市市内の通りにおける名称である。
1999年（平成11年）に市内にある7路線について、地域意識の高揚を目的に、野々市市民が親しみやすく、呼びやすくするために通り愛称が公募され、決定された。7路線は以下の通りである。なお、公募された通り名以外に、主要幹線、旧街道等も掲載する。

## 本町通り
- 野々市市道押野堀川線（一部）
- 野々市市道本町2丁目丸木線
- 野々市市道本町2丁目小学校線

## 布水つばき通り
- 野々市市道布水中学校線
- 石川県道106号野々市西金沢停車場線（一部）
- 石川県道193号窪野々市線（野々市市内区間一部のみ）
- 野々市市道本町2丁目住吉線

## 工大通り
- 石川県道193号窪野々市線（野々市市内区間一部のみ）

## 野々市中央通り
- 野々市市道本町新庄線

## 明倫通り
- 野々市市道堀内上林線

## 公園つばき通り
- 野々市市道高尾下林線

## 山側環状
- 金沢外環状道路：山側幹線
- 石川県道22号金沢小松線・下林交差点 - 白山市安養寺北交差点

## 街道
- 北国街道・北陸道・北陸街道
- 鶴来街道

## 関係項目
- 日本の道路
- 日本の通り一覧